# Gerolamine

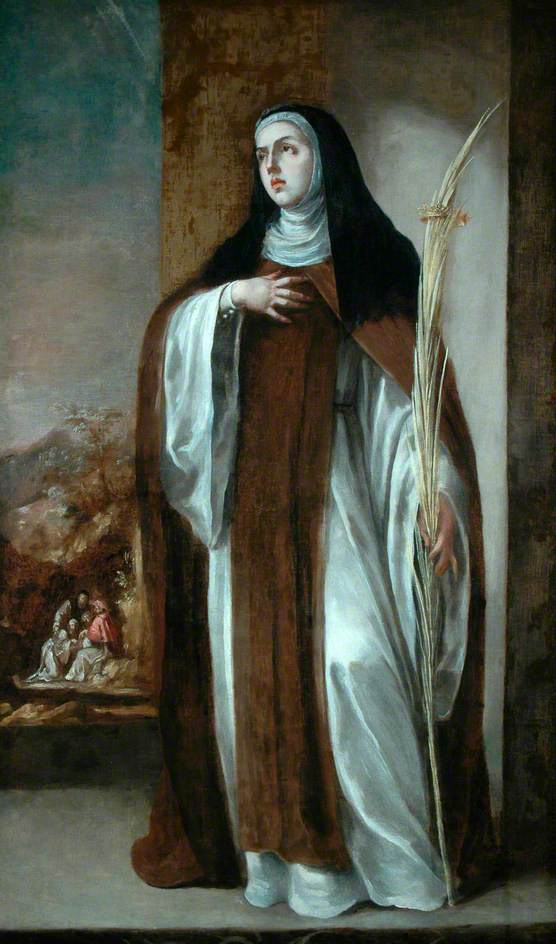
Santa Eustochio rappresentata con l'abito gerolamino

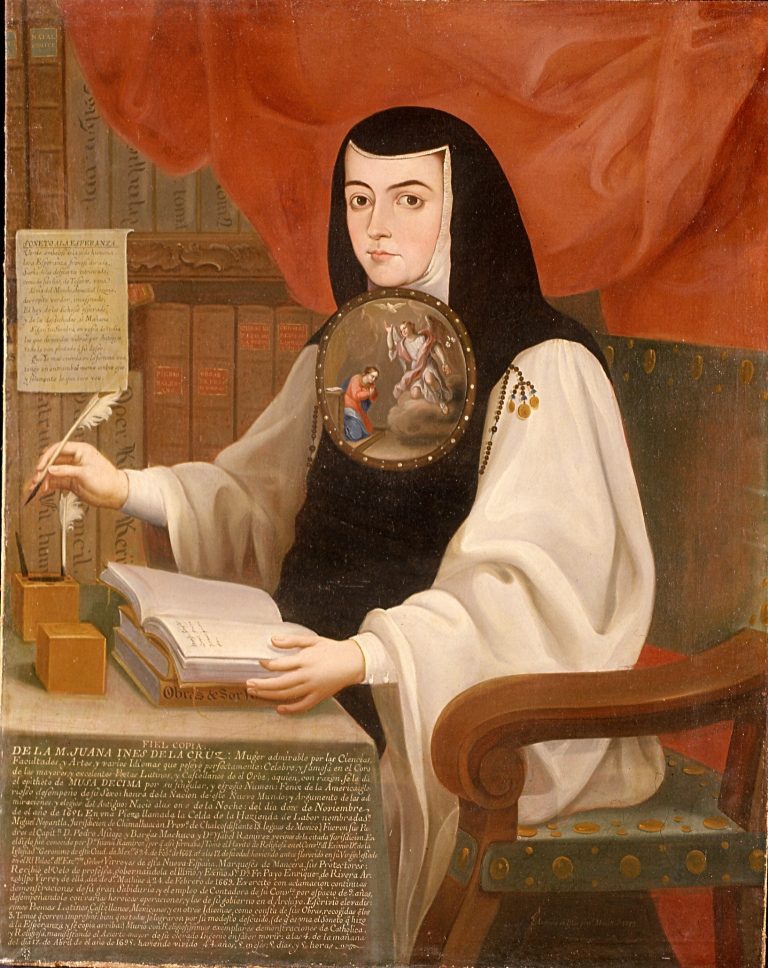
Juana Inés de la Cruz, monaca gerolamina a Città del Messico

Le gerolamine (in spagnolo jerónimas) sono un istituto religioso femminile di diritto pontificio con case autonome.

## Storia
Le origini dell'ordine risalgono alla fine del trecento, quando un gruppo di donne, tra cui María García e Mayor Gómez, decisero di ritirarsi a Toledo per condurre una vita di preghiera e penitenza. Il principale animatore del gruppo fu Pedro Fernández Pecha, fondatore dei gerolamini, che presso Toledo stava erigendo il monastero di Santa María de la Sisla.
Le donne presero il nome di "beate di San Gerolamo" e diedero inizio al monastero di San Pablo. Sotto la direzione di Fernández Pecha, si orientarono verso un genere di vita simile a quello dei monaci gerolamini, che le incorporarono formalmente all'ordine nel capitolo generale del 1510.
I monasteri di gerolamine si diffusero in Spagna e nelle Americhe: nel 1585 sorse il monastero di San Jerónimo di Città del Messico (soppresso nel 1863), che ebbe tra le sue religiose la letterata Juana Inés de la Cruz; il monastero di San Lorenzo di Città del Messico, sorto nel 1598, nel 1926 si trasferì in Spagna per sfuggire alla persecuzione di Plutarco Elías Calles e nel 1931 si trasformò nella congregazione delle suore Girolamine dell'Adorazione. Anche il monastero di San Jerónimo a Puebla abandonò la vita claustrale.
In Spagna, a causa della guerra civile, scomparvero i monasteri della Encarnación e della Vida Pobre a Toledo, di Santa María de Jesús a Cáceres, di San Onofre a Badajoz, della Magdalena a Jaraicejo, di Nuestra Señora de los Remedios a Guadalajara, di San Román a Medinaceli.
Sopravvissero i monasteri di Santa Paula a Siviglia, di San Pablo di Toledo, della Concepción a Trujillo, di Santa Marta a Cordova, di San Matías a Barcellona, di Santa Isabel a Palma di Maiorca, di Sant Bartomeu a Inca, di Santa Paula a Granada, di Santa María a Morón de la Frontera, di Nuestra Señora de la Salud a Garrovillas, della Concepción Jerónima a Madrid, del Corpus Christi a Madrid, di Nuestra Señora de los Remedios di Brihuega. A opera delle monache della soppressa comunità di Medinaceli sorse il monastero di Nuestra Señora de los Ángeles a Constantina; ad Almodóvar del Campo fu fondato il monastero di Nuestra Señora de las Mercedes.
Per rafforzare i vincoli tra i vari monasteri di gerolamine, che vivevano dispersi e un po' isolati, la Santa Sede li riunì nella Federazione gerolamina di Santa Paola, eretta nel 1957: gli organi di governo della federazione sono la priora generale e il suo consiglio; il capitolo viene celebrato ogni sei anni.
Ogni monastero è sui iuris ed è soggetto al vescovo del luogo. Le monache emettono voti solenni e osservano la regola di sant'Agostino.

## Attività e diffusione
Le monache sono interamente dedite alla vita contemplativa e osservano una rigida clausura papale.
L'abito è costituito da un saio bianco con maniche larghe, scapolare e mantello più scuri (grigio, nero, biondo scuro); sul capo portano una cuffia di lino grossolano bianco e il velo. In Messico, come documentato dai numerosi ritratti di Juana Inés de la Cruz, le monache portavano sul petto un grosso medaglione con l'immagine dell'Annunciazione.
I monasteri di gerolamine sono diffusi in Spagna.
Alla fine del 2015 le gerolamine contavano 17 case e 177 religiose.